# Bill González
Bill González Cardozo (San Isidro de El General, Pérez Zeledón, 18 de noviembre de 1978) es un exfutbolista costarricense-argentino. 
Debutó con el Herediano en el 2001. Fuera de Costa Rica ha jugado en Israel y Panamá.

## Clubes
| Club                      | País       | Año             |
| ------------------------- | ---------- | --------------- |
| Herediano                 | Costa Rica |                 |
| Liberia                   | Costa Rica |                 |
| Pérez Zeledón             | Costa Rica |                 |
| Cartaginés                | Costa Rica |                 |
| Hapoel Kfar Saba          | Israel     |                 |
| Universidad de Costa Rica | Costa Rica |                 |
| Maccabi Nazareth          | Israel     |                 |
| Ahva Arraba               | Israel     |                 |
| San Carlos                | Costa Rica |                 |
| Carmelita                 | Costa Rica |                 |
| Plaza Amador              | Panamá     |                 |
| Limón FC                  | Costa Rica |                 |
| San Carlos                | Costa Rica | 2014-2015       |
| Juventud Escazuceña       | Costa Rica | 2015            |
| Barrio México             | Costa Rica | 2016-actualidad |